# Horsfieldia perangusta
Horsfieldia perangusta là một loài thực vật thuộc họ Myristicaceae. Đây là loài đặc hữu của Malaysia.